# Luis Morejón
 Luis Adrián Morejón (Guayaquil, 28 de marzo de 1973) es un extenista ecuatoriano que se convirtió en profesional en 1991. Representó a su país natal en los Juegos Olímpicos de Verano de 1996 en Atlanta, Georgia, donde fue derrotado en la primera ronda por el uruguayo Marcelo Filippini. El diestro alcanzó su ranking ATP individual más alto el 24 de junio de 1996, cuando se convirtió en el número 122 del mundo.

## Títulos Challenger

### Individuales (2)
| N.º | Fecha               | Torneo                  | Superficie    | Oponente en la final | Resultado     |
| --- | ------------------- | ----------------------- | ------------- | -------------------- | ------------- |
| 1.  | 9 de julio de 1995  | Quito, Ecuador          | Tierra batida | Jérôme Golmard       | 6–4, 5–6 ret. |
| 2.  | 12 de abril de 1998 | San Luis Potosí, México | Tierra batida | Andrés Zingman       | 6–1, 2–6, 6–4 |